# Iraqw (Volk)
Die Iraqw sind eine Volksgruppe mit rund einer halben Million Angehörigen, die in der Region Arusha in Tansania lebt. Sie siedeln auf dem Hochplateau zwischen dem Manyarasee und dem Eyasisee. Administratives und wirtschaftliches Zentrum ihres Gebietes ist die Stadt Mbulu (Imboru), nach der die Iraqw auf Swahili auch Mbulu bzw. Wambulu genannt werden. Ihre Sprache, das Iraqw, ist eine südkuschitische Sprache.
Laut ihren mündlichen Überlieferungen kommen die Iraqw ursprünglich von einem Ort Maʿangwatay, der in der Umgebung von Kondoa liegen soll. Die Iraqw verloren demnach eine Schlacht gegen die Datooga und zogen daraufhin nach Irqwa daʿaw („Ost-Iraqw“) südöstlich von Mbulu. Von dort gelangten sie in ihr heutiges Gebiet.
Die Iraqw sind Bauern und bauen Mais, Bohnen, Weizen, Sorghum, Hirse, Fingerhirse, Kürbisse, Süßkartoffeln, Kartoffeln und Bananen an, wovon bis auf Hirse, Fingerhirse und Sorghum alle erst in jüngerer Zeit eingeführt wurden. Zusätzlich halten die meisten Iraqw Rinder, Ziegen, Schafe, Esel und seit jüngerer Zeit auch Schweine und Hühner, deren Mist als Dünger verwendet wird. Die Rinder haben große kulturelle Bedeutung und erhalten in der Regel Namen.
Benachbarte Volksgruppen sind die Datooga/Barabaig, die Hadza, Nyiramba, Mbugwe, Massai und Gorowa. Mit den im Süden benachbarten Datooga pflegen die Iraqw die engsten Beziehungen, und es gibt Mischehen und kulturelle Annäherung, wobei die Iraqw sich nach Süden ausbreiten. Die Iraqw verkaufen Mais an die Datooga und erwerben von ihnen Eisenwaren. Im Südosten bestehen um Babati enge Kontakte mit den Gorowa, die die nahe mit dem Irawq verwandte Sprache Gorowa sprechen. Von dem im Osten angrenzenden bäuerlichen Bantu-Volk der Mbugwe – die sie Manda daʿaw („Ost-Manda“) nennen – beziehen die Iraqw Töpferwaren, zu den Nyiramba oder Manda ʿuuwa („West-Manda“) im Südwesten bestehen hingegen freundliche, aber wenig intensive Beziehungen. Mit den Hadza im Westen tauschen die Iraqw Tabak gegen Honig. Zu den Massai im Norden, die als Feinde gelten, bestehen keine direkten Beziehungen.
Die traditionelle Religion der Iraqw umfasst den Glauben an den Sonnengott loo’a als Schöpfer und Opfergaben an die Geister verstorbener Familienmitglieder und zur Abwehr böser Mächte, die im Wasser und auf Bergen hausen. Die Vorstellung von ritueller Reinheit ist wichtig, und es gibt verschiedene Rituale zur Reinigung von Menschen, Häusern, Land und Gebieten. Sowohl Jungen als auch Mädchen werden beschnitten. Clans sind für die Heiratsregeln bedeutend, da Angehörige desselben Clans nicht untereinander heiraten dürfen (Exogamie), sie haben aber keine politische Bedeutung. Clans sind in der Regel nicht auf ein Gebiet beschränkt, sondern verstreut. Nur bestimmte Clans können Medizinmänner stellen. Die Ältesten eines jeweiligen Gebietes treffen sich, um Probleme innerhalb der Gemeinschaft zu regeln.